# Pavel Kohn

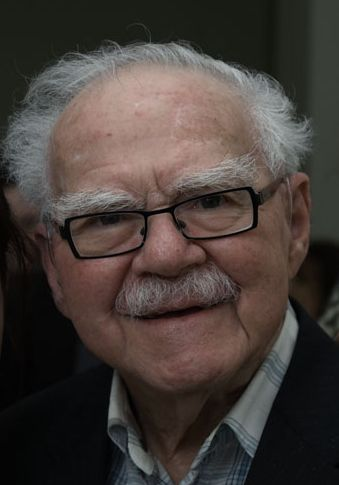
Pavel Kohn, Foto privat

Pavel Kohn (geb. 14. Oktober 1929 in Prag; gest. 18. Juni 2017 in Figling, Deutschland) war ein tschechischer Dramaturg, Journalist und Übersetzer. Er war jüdischer Überlebender des Holocaust. 1967 emigrierte er aus seiner Heimat Tschechoslowakei nach Deutschland. 

## Leben und Wirken
Pavel Kohn wurde als Sohn jüdischer Eltern, Max und Evgenia, in Prag geboren und hatte einen zwei Jahre älteren Bruder Karel. Im Herbst 1942 wurde er mit seiner Familie ins Ghetto Theresienstadt deportiert, in dem 1943 der Vater starb. Im Mai 1944 wurden Pavel, seine Mutter und sein Bruder Karel ins KZ Auschwitz-Birkenau transportiert, wo beide ihre Mutter verloren. Kurz nach der Verlegung der Geschwister in das Konzentrationslager Blechhammer verstarb auch Karel. Pavel überlebte den Todesmarsch zum KZ Groß-Rosen und wurde nach Buchenwald gebracht. Die amerikanische Armee befreite das Konzentrationslager am 11. April 1945 und Pavel kehrte nach Prag zurück, stand aber 15-jährig alleine da. Mit Ausnahme seiner Cousine Heda Margolius war die gesamte Familie von den Nationalsozialisten ermordet worden. In den ersten Monaten nach der Befreiung fand er Zuflucht in der Aktion Schlösser (1945–1947) des Humanisten Přemysl Pitter: In den vom Staat beschlagnahmten Schlössern Štiřín, Olešovice, Kamenice und Lojovice sowie in der Pension Ládví wurden Erholungsheime für aus den Konzentrationslagern zurückkehrende jüdische Kinder eingerichtet. Später wurden die Aktionsburgen auch auf deutsche Kinder aus tschechischen Internierungslagern ausgeweitet. Pavel Kohn wurde auf Schloss Štiřín gesundgepflegt.
1949 absolvierte er das Abitur und studierte Dramaturgie an der Akademie der Darstellenden Künste in Prag. Nach seinem Studium arbeitete er als Dramaturg, Journalist und Übersetzer. 1958 wurde er von heute auf morgen aus politischen Gründen aus dem Theater in Karlsbad entlassen, es folgte ein siebenjähriges Berufsverbot. In einer ersten Ehe kam 1954 Sohn Karel zur Welt, 1961 heiratete er Rut, Rachel und David wurden geboren. Mitte der 1960er Jahre begannen sich die Repressionen durch die Kommunistische Partei zu lockern und er konnte 1965 die Chefredaktion für Kultur in der neu gegründeten Zeitschrift Student übernehmen. Während einer Urlaubsreise mit seiner Familie im Herbst 1967 in die Bundesrepublik beschloss er, nicht mehr in die Tschechoslowakei zurückzukehren. Er fand eine Anstellung bei Radio Free Europe in München, wo er bis 1990 als Redakteur in der tschechischen Abteilung für das Kultur- und Jugendprogramm arbeitete. Die Sprache war seine Heimat. Einen Sprengstoffanschlag auf die tschechoslowakische Redaktion des RFE im Februar 1981 überlebte Pavel Kohn nur, weil er sich zum Zeitpunkt des Anschlags nicht im Büro befand, welches völlig zerstört wurde. Der Sender wurde nach der Samtenen Revolution nach Prag verlegt. Pavel Kohns erster Wohnsitz blieb Deutschland, er zog von München ins Rottal.
Seit 1989 veröffentlichte er in der Tschechischen Republik. Das Leben und Werk des Humanisten Přemysl Pitter wurde zum Thema vieler seiner Texte. Pavel Kohn war viele Jahre lang Mitglied des Redaktionsausschusses der Přemysl-Pitter- und Olga-Fierzová-Stiftung, nahm aktiv an vielen Seminaren und Konferenzen teil und arbeitete gern mit Studenten und jungen Menschen. Nach 1990 engagierte er sich als Zeitzeuge, hielt Vorträge und war 2015 zum 70. Jahrestag der Befreiung von Auschwitz in Erfurt vor dem Thüringer Landtag als Ehrenredner eingeladen.
Neben seiner journalistischen Arbeit schrieb Pavel Kohn Bücher, wie z. B. Schlösser der Hoffnung, in dem er die Berichte der Schützlinge Přemysl Pitters niederschrieb. Im Jahre 2012 wurde sein Lyrikband Kolikrát přešel mrak veröffentlicht, mit Gedichten, die er in den Jahren 1945–1949 verfasste. Das Buch ist von Rut Kohn illustriert und wurde 2019 mit Förderung des Deutsch-Tschechischen Zukunftsfonds ins Deutsche übersetzt und zweisprachig unter dem Titel Wie oft ist die Gewitterwolke über uns hinweggezogen veröffentlicht.
Pavel Kohn starb am 18. Juni 2017 und er ist auf dem Neuen jüdischen Friedhof in Prag begraben.
Im Jahr 2021 wurde in der böhmischen Stadt Třebíč, in der Antonin Kalina gelebt hat, eine Straße nach Pavel Kohn benannt.

## Publikationen
- Monografien
  - Pavel Kohn: Můj život nepatří mně: čtení o Přemyslu Pittrovi (Mein Leben gehört mir nicht: Lesung über Přemysl Pitter), Prag, Kalich 1995
  - Pavel Kohn: Kolik naděje má smrt: židovské děti z poválečné akce "zámky" vzpomínají, Brno. (Wie viel Hoffnung im Tod liegt: Jüdische Kinder erinnern sich an die Nachkriegsveranstaltung „Schloss“, Brünn, L. Marek 2000 (über die Schicksale von Menschen, die als Kinder den Holocaust überlebten und nach dem Krieg von Přemysl Pittr betreut wurden))
  - Pavel Kohn: Schlösser der Hoffnung. Die geretteten Kinder des Přemysl Pitter erinnern sich. Langen Müller, München 2001[10], ISBN 978-3-7844-2836-9
  - Pavel Kohn: Kolikrát přešel mrak (Wie oft ist die Wolke vorübergezogen), Prag, Akropolis 2012
  - Pavel Kohn: Wie oft ist die dunkle Wolke über uns hinweggezogen.[11] Kolikrát přešel mrak: Aus den Jugendjahren 1945–1949 (zweisprachige Neuauflage Tschechisch-Deutsch), übersetzt, bearbeitet und herausgegeben von Jan Picman, Rachel Kohn, Rut Kohn und Georg Thuringer, lichtung verlag, Viechtach 2020, ISBN 978-3-941306-95-0.
  - Pavel Kohn: Mein Leben gehört nicht mir. Der Weg des Přemysl Pitter, Hrsg. von Rut Kohn, Rachel Kohn und Georg Thuringer, lichtung Verlag, Viechtach 2019, ISBN 978-3-941306-90-5.

- Beiträge zu Anthologien
  - Leben im Schatten (über Olga Fierzová) in der Anthologie Prager Frauen.
  - Erinnerungen (Auszüge), in: Dachauer Hefte.